# Agrotis incarum
Agrotis incarum är en fjärilsart som beskrevs av Cockerell 1927. Agrotis incarum ingår i släktet Agrotis och familjen nattflyn. Inga underarter finns listade i Catalogue of Life.